# Chris Mason (Eishockeyspieler)
Christopher Robert „Chris“ Mason (* 20. April 1976 in Red Deer, Alberta) ist ein ehemaliger kanadischer Eishockeytorwart, der zuletzt in der Saison 2014/15 bei den Augsburger Panther in der Deutschen Eishockey Liga unter Vertrag stand.

## Karriere
Seine Karriere begann Chris Mason 1993 in der kanadischen Juniorenliga Western Hockey League bei den Victoria Cougars, wo er in seiner ersten Saison drei Mal zum Einsatz kam. Das Team zog 1994 nach Prince George und benannte sich in Prince George Cougars um. Mason folgte dem Team und setzte sich als Stammtorhüter durch, was dazu führte, dass er im NHL Entry Draft 1995 von den New Jersey Devils in der fünften Runde an Position 122 ausgewählt wurde. Mason blieb noch zwei Jahre in der WHL, bis er die Altersobergrenze von 21 Jahren erreicht hatte.
Die Devils hatten ihn nicht unter Vertrag genommen, doch er erhielt Ende Juni 1997 einen Vertrag bei den Mighty Ducks of Anaheim. Doch in der National Hockey League kam er nicht zum Einsatz. Stattdessen spielte er in der American Hockey League für die Cincinnati Mighty Ducks, das Farmteam der Mighty Ducks of Anaheim.
Kurz vor Beginn der Saison 1998/99 wurden Mason und Verteidiger Marc Moro für Dominic Roussel von Anaheim zu den neu gegründeten Nashville Predators transferiert. Den Großteil der Saison verbrachte er beim Farmteam Milwaukee Admirals in der International Hockey League. Für Nashville gab er sein Debüt in der NHL, allerdings spielte er nie von Beginn, sondern durfte ins Tor, wenn das Team aussichtslos zurücklag. Sein erstes Spiel absolvierte er gegen Anaheim, als er beim Stand von 1-6 das letzte Drittel spielte, gegen die Philadelphia Flyers durfte er zur Hälfte des Spiels aufs Eis, da es 0-5 stand, genauso wie im Spiel gegen die Boston Bruins, als er 18 Minuten Eiszeit erhielt.
Das folgende Jahr spielte er ausschließlich in der IHL. In der Saison 2000/01 spielte er zum ersten Mal für die Predators von Beginn, verlor das Spiel und kassierte zwei Gegentreffer. Es blieb sein einziger Einsatz in der NHL in dieser Spielzeit, ansonsten spielte er weiter für Milwaukee, genauso wie im Jahr darauf, als die Milwaukee Admirals erstmals in der American Hockey League antraten. Im Sommer 2002 lief Masons Vertrag in Nashville aus und er wurde von den Florida Panthers übernommen, die ihn im Farmteam, den San Antonio Rampage in der AHL, einsetzten.
Sein Vertrag wurde im Sommer 2003 nochmal verlängert, doch wurde er kurz darauf vom Team freigegeben. Die Nashville Predators nahmen ihn erneut unter Vertrag, wo Mason sofort eine größere Rolle spielte, da er der neue Back-up-Goalie von Tomáš Vokoun wurde. Mason bestritt 17 Spiele und überzeugte mit einem Gegentorschnitt von 2,18 und einer Fangquote von 92,6 Prozent.
Die NHL-Saison 2004/05 fiel aufgrund des Lockout aus und Mason unterschrieb einen Vertrag bei Vålerenga Ishockey in der norwegischen Eishockeyliga. Mit der Mannschaft belegte er den ersten Platz in der regulären Saison und gewann ebenfalls die Playoffs. Mason wurde zum besten Torhüter der Liga gewählt.
In der Saison 2005/06 profitierte Mason von einer Verletzung von Stammtorhüter Vokoun zum Ende der Saison. Mason bekam dadurch mehr Eiszeit und absolvierte insgesamt 23 Spiele, von denen er zwölf gewann und fünf verlor. Wegen der Verletzung von Vokoun war Mason auch die Nummer 1 in den Playoffs, scheiterte dort jedoch an den San Jose Sharks in der ersten Runde.
Nach überstandener Verletzung von Vokoun hatte Mason in der Saison 2006/07 wieder die Rolle des Back-up-Goalies eingenommen. Nachdem die Predators Vokoun nach Florida transferiert hatten, sollte Mason in der Saison 2007/08 den Platz von Vokoun einnehmen, jedoch konnte er sich nicht gegen seinen Ersatztorhüter Dan Ellis behaupten und nahm somit seit Februar 2008 wieder die Position des Back-up-Goalies ein. Nachdem das Management der Predators sich mit Ellis auf einen neuen Vertrag einigte, transferierten sie Mason am Tag des NHL Entry Draft 2008 für ein Viertrunden-Wahlrecht zu den St. Louis Blues.
2007 gewann er mit Team Canada die Eishockeyweltmeisterschaft, allerdings kam er nicht zum Einsatz. Zwei Jahre später war Mason zweiter Torwart hinter Dwayne Roloson und kam im Turnierverlauf zu vier Einsätzen. Mit einer Fangquote von etwa 96,5 Prozent und einem Gegentorschnitt von einem Gegentor pro Spiel war er statistisch der beste Torhüter der Weltmeisterschaft und gewann mit Kanada die Silbermedaille.
Im Juli 2010 verließ er die Blues und wurde als Free Agent von den Atlanta Thrashers verpflichtet. Der Kanadier lief in der Folge sowohl für die Thrashers als auch nach deren Umsiedlung zur Saison 2011/12 für die Winnipeg Jets regelmäßig auf. Anfang Juli 2012 kehrte Mason in die Organisation der Nashville Predators zurück.
Im Sommer 2013 folgte der Wechsel in die italienische Elite.A, wo er bei Ritten Sport unterschrieb und dem Team durch seine konstant guten Leistungen zum 1. Meistertitel der Vereinsgeschichte verhalf. Außerdem gewann er mit Ritten auch noch die Coppa Italia.
Im Mai 2014 wurde Mason für ein Jahr von den Augsburger Panther aus der Deutschen Eishockey Liga verpflichtet. Anschließend beendete der Kanadier seine aktive Karriere.

## Erfolge und Auszeichnungen
- 2005 Norwegischer Meister mit Vålerenga Ishockey
- 2007 Goldmedaille bei der Weltmeisterschaft (ohne Einsatz)
- 2009 Silbermedaille bei der Weltmeisterschaft
- 2014 Italienischer Meister mit Ritten Sport

## Karrierestatistik

### Reguläre Saison
| Saison     | Team                | Liga       | GP  | W  | L  | T | OT | MIN   | GA  | SO | GAA  | SV%  |
| ---------- | ------------------- | ---------- | --- | -- | -- | - | -- | ----- | --- | -- | ---- | ---- |
| 1998/99    | Nashville Predators | NHL        | 3   | 0  | 0  | 0 | –  | 69    | 6   | 0  | 5.21 | .864 |
| 2000/01    | Nashville Predators | NHL        | 1   | 0  | 1  | 0 | –  | 58    | 2   | 0  | 2.05 | .900 |
| 2003/04    | Nashville Predators | NHL        | 17  | 4  | 4  | 1 | –  | 743   | 27  | 1  | 2.18 | .926 |
| 2005/06    | Nashville Predators | NHL        | 23  | 12 | 5  | – | 1  | 1226  | 52  | 2  | 2.54 | .913 |
| 2006/07    | Nashville Predators | NHL        | 40  | 24 | 11 | – | 4  | 2342  | 93  | 5  | 2.18 | .926 |
| 2007/08    | Nashville Predators | NHL        | 51  | 18 | 22 | – | 6  | 2691  | 130 | 4  | 2.90 | .898 |
| 2008/09    | St. Louis Blues     | NHL        | 57  | 27 | 21 | – | 7  | 3215  | 129 | 6  | 2.41 | .916 |
| NHL gesamt | NHL gesamt          | NHL gesamt | 192 | 85 | 64 | 1 | 18 | 10348 | 439 | 18 | 2.55 | .914 |

### Playoffs
| Saison     | Team                | Liga       | GP | W | L | T | MIN | GA | SO | GAA  | SV%  |
| ---------- | ------------------- | ---------- | -- | - | - | - | --- | -- | -- | ---- | ---- |
| 2005/06    | Nashville Predators | NHL        | 5  | 1 | 4 | – | 418 | 17 | 0  | 3.45 | .901 |
| 2008/09    | St. Louis Blues     | NHL        | 4  | 0 | 4 | – | 257 | 10 | 0  | 2.34 | .916 |
| NHL gesamt | NHL gesamt          | NHL gesamt | 9  | 1 | 8 | – | 553 | 27 | 0  | 2.93 | .907 |

(Legende zur Torhüterstatistik: GP oder Sp = Spiele insgesamt; W oder S = Siege; L oder N = Niederlagen; T oder U oder OT = Unentschieden oder Overtime- bzw. Shootout-Niederlage; Min. = Minuten; SOG oder SaT = Schüsse aufs Tor; GA oder GT = Gegentore; SO = Shutouts; GAA oder GTS = Gegentorschnitt; Sv% oder SVS% = Fangquote; EN = Empty Net Goal; 1 Play-downs/Relegation; Kursiv: Statistik nicht vollständig)

## Besonderes
- Am 15. Oktober 2001 trug sich Mason als Torschütze im AHL-Spiel gegen die Utah Grizzlies ein. In Wirklichkeit war es ein Eigentor eines Gegenspielers, da Mason jedoch der letzte Spieler von Milwaukee war, der den Puck berührt hatte, wurde er im Spielbericht als Torschütze festgehalten. Am 15. April 2006 kam ein Tor in der NHL hinzu. Erneut traf ein Gegenspieler ins eigene Tor und Mason wurde als Torschütze genannt.
- Am 13. November 2005 verletzte sich Mason beim Aufwärmen für ein NHL-Spiel. Ersatztorhüter Brian Finley sprang für ihn ein und Verteidiger Jamie Allison musste in Torhüterausrüstung als Ersatzmann auf der Bank platznehmen.